# Xiphocentron stenotum
Xiphocentron stenotum là một loài Trichoptera trong họ Xiphocentronidae. Chúng phân bố ở vùng Tân nhiệt đới.